# Ханэ Госи
Ханэ́ Госи́ (яп. 跳腰 ханэ госи, букв. «подбрасывание бедром», подсад бедром и голенью (бросок через поясницу с отбросом махом ноги ноги соперника) — приём в дзюдо, входящий в раздел бросков, группу бросков из стойки, класс бросков для проведения которых в основном используются бёдра и поясница.
Бросок за пятым номером входит в третью группу дай саннкю списка приёмов дзюдо  син-го кю 1920 года разработанного Дзигоро Кано; на сегодня входит в современный список 67 приёмов Кодокан-дзюдо. 
Приём представляет собой подсад голенью одноимённой ноги противника. Выбивая ногу, атакующий разворачивается спиной к противнику и производит бросок через бедро. В английском языке используется название spring hip throw (можно перевести как бросок изогнутым бедром, бросок пружинящим бедром)